# Remus Mioc
Remus Mioc (n. 1896, Vărădia, Caraș-Severin, Austro-Ungaria – d. ??) a fost medic și delegat al comunei Vărădia la Marea Adunare Națională de la Alba Iulia.

## Date biografice
Remus Mioc s-a născut în comuna Vărădia, județul Caraș-Severin, în anul 1896.

## Studii
A urmat Facultatea de Medicină din Cluj, pe care a absolvit-o în anul 1922.

## Viața și activitatea
În toamna anului 1918 este ales ca delegat al comunei Vărădia pentru Marea Adunare Națională de la Alba Iulia. După Unire a fost medic de circumscripție urbană la Timișoara, medic la Asigurări Sociale și medic al Fabricii „Romitex”.